# 家子
家子（いえのこ）は、家長以外の家の構成員。特に武士団の構成員。

## 解説
基本は武士団の構成員のうち、惣領と血縁関係がある分家や庶子の場合を家子と呼ぶが、血縁関係が無い有力な配下の場合もある。